# Mabelle Gilman Corey
Mabelle Gilman Corey (4 de diciembre de 1874 – 14 de noviembre de 1960) fue una actriz estadounidense. Tuvo una aventura con William Ellis Corey que provocó la disolución de su matrimonio, y más tarde se casaron.

## Biografía
Nació como Mabelle Gilman, hija de Charles Henry Gilman y Jeannette R. Curtis, en San Francisco, California.
Gilman asistió al Mills College en Oakland, California. Estudió canto con Julie Rosenwald. Más tarde se especializaría en la comedia musical.

### Broadway

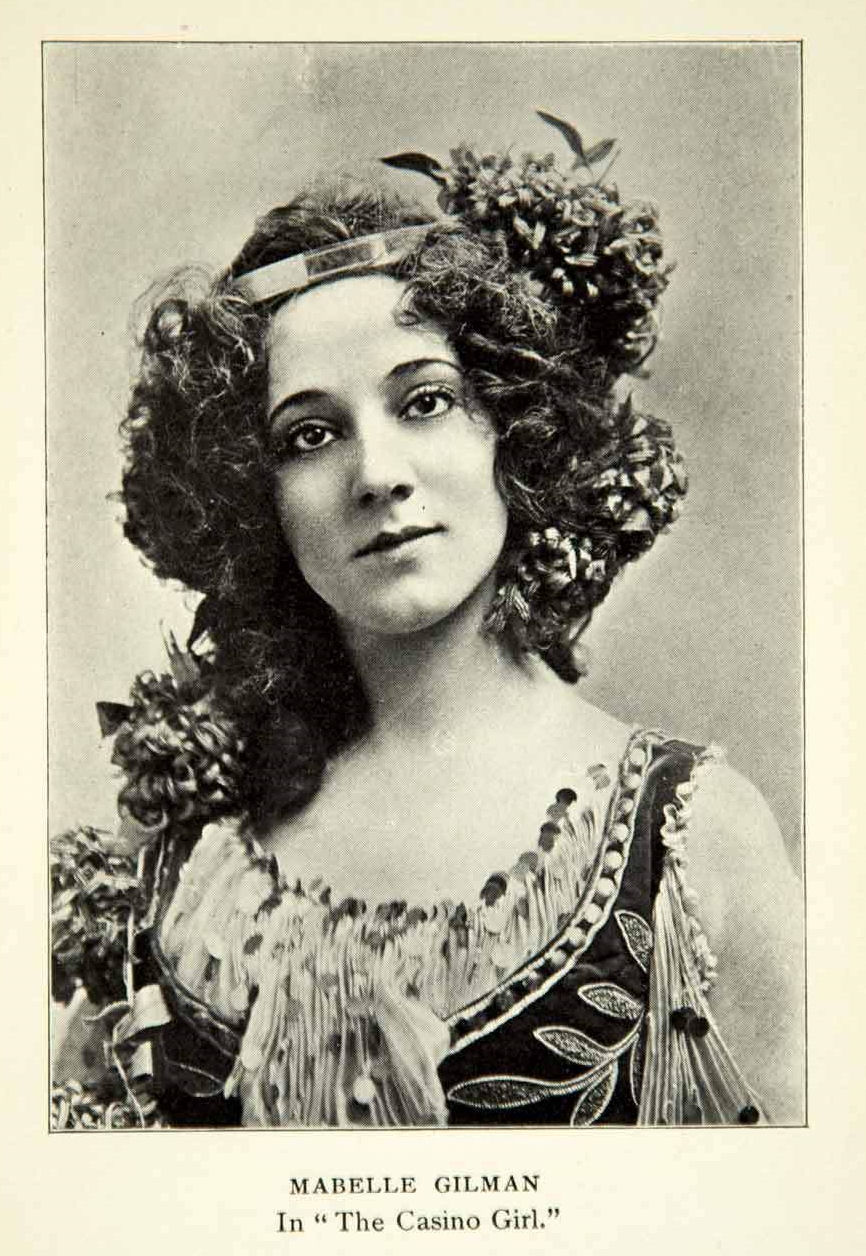
Gilman como Laura Lee en The Casino Girl (1900)

Apareció por primera vez en los escenarios londinenses, en el Comedy Theatre, el 11 de julio de 1896, interpretando a Rosa en The Countess Gucki. En septiembre de 1896 debutó en Broadway en el Daly's interpretando a O Kinkoto San en The Geisha (estrenada el 9 de septiembre de 1896). Interpretó a Lucille en The Circus Girl, a Juno en The Tempest, a Alice en The Runaway Girl (estrenada el 25 de agosto de 1898) con James T. Powers y papeles en Much Ado About Nothing y The Merchant of Venice. Gilman participó en In Gay Paree (estrenada el 20 de marzo de 1899), The Rounders (estrenada el 12 de julio de 1899), The Casino Girl (estrenada el 19 de marzo de 1900) y The King's Carnival (estrenada el 9 de septiembre de 1901). Se trasladó a Londres, al Shaftesbury Theatre, y estrenó The Casino Girl en Londres el 11 de julio de 1900. De vuelta en Nueva York para la temporada de 1902, protagonizó The Hall of Fame (estrenada el 5 de febrero de 1902), que tuvo una gran acogida. Cerró el año 1902 con The Mocking Bird (estrenada el 10 de noviembre de 1902). En 1903, Gilman fue la heroína de Dolly, que también representó en el Avenue Theatre de Londres el 1 de octubre de 1903. En el Comedy Theatre (el primer teatro londinense en el que actuó en 1896) se la vio en una ópera cómica interpretando el papel protagonista de Amorelle.

### Matrimonio
En 1905, Gilman era una de las principales estrellas de la comedia musical en Broadway. Ese año conoció a William Ellis Corey durante una representación de The Mocking Bird en Pittsburgh. Corey era millonario, ya que había amasado una fortuna en el sector del acero. Era presidente de United States Steel. Corey tenía una esposa, Laura, y un hijo, Allan. Su esposa Laura, incapaz de divorciarse de William en Pensilvania y conservar la custodia de su hijo o recibir una indemnización para mantenerse a sí misma y a su hijo, viajó a Reno, Nevada, para obtener el divorcio de William. Tras cumplir el requisito de residencia de seis meses, Laura solicitó el divorcio, lo que le valió la custodia total de Allan y una indemnización sin precedentes de 3 000 000 de dólares (aproximadamente 104 989 000 dólares actuales). La sociedad de Pittsburgh amenazó con rechazar a Corey si se casaba con Mabelle. Mabelle y William Corey se casaron el 14 de mayo de 1907.
Corey le había comprado a su nueva esposa un castillo en Francia, joyas valiosas y le había dado un millón de dólares como regalo de boda. El divorcio de Corey en Reno de su primera esposa Laura y su posterior matrimonio con Mabelle contribuyeron a que Reno se convirtiera en un destino para los divorcios rápidos.

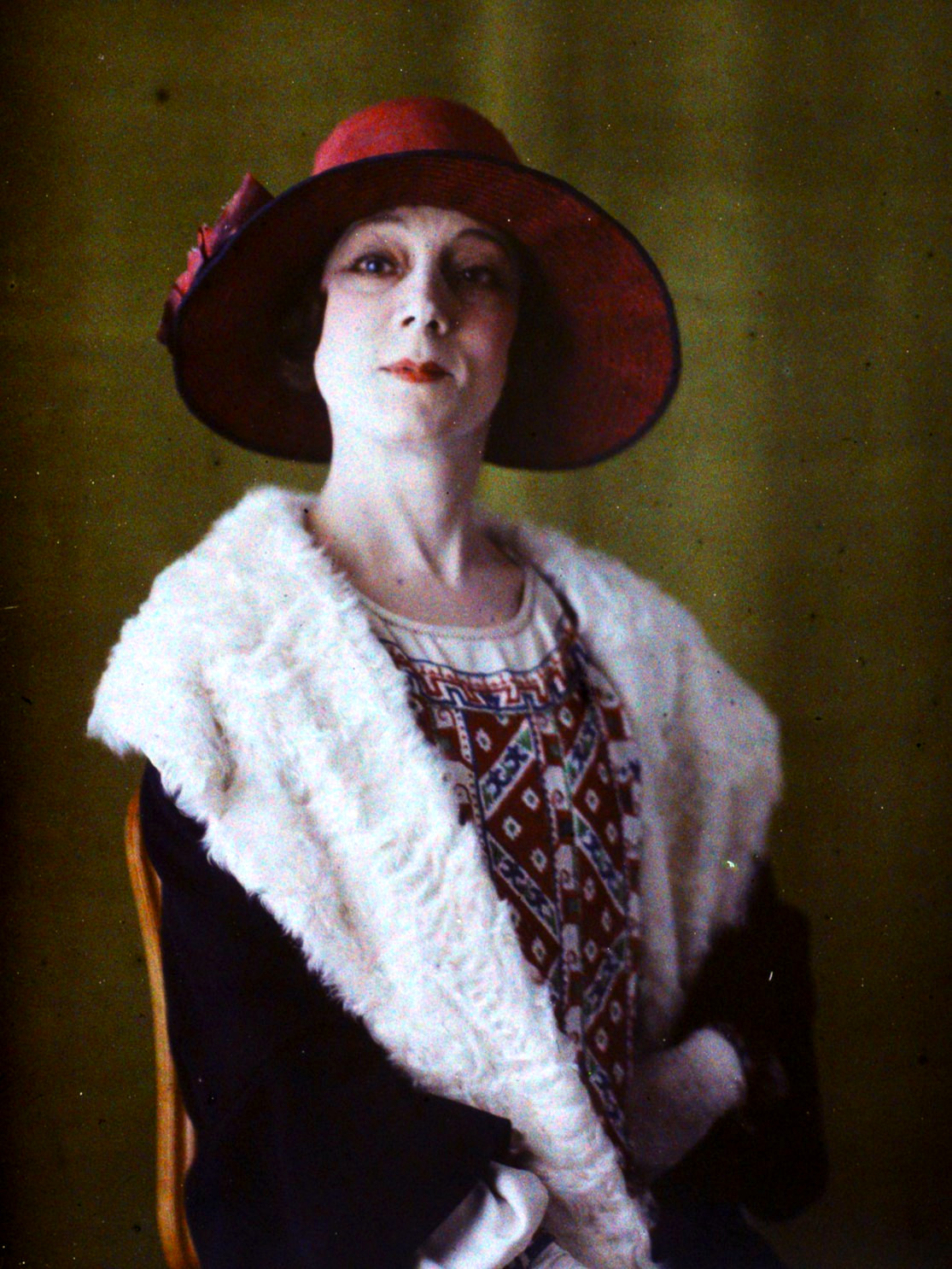
Placa autocroma por Georges Chevalier, 1929

### Europa
Mabelle y sus hermanas Eunice y Pearl habían estudiado canto con Jean de Reszke, un destacado tenor. Mabelle recibía a invitados de alto nivel en el castillo de Corey en los años previos a la Primera Guerra Mundial. Tenía planes para dedicarse a la ópera, pero sus nuevas obligaciones como matrona le quitaban tiempo para prepararse. Desarrolló una aversión por su país natal, Estados Unidos, quejándose de que había demasiado ruido. Mabelle también decía que los hombres estadounidenses se preocupaban más por las cuentas por cobrar, las acciones y los bonos que por sus esposas.
El matrimonio con William Corey se deterioró y el divorcio se produjo en 1923.
Mientras vivía en Francia, fue capturada por los nazis en 1940 y recluida en un campo de internamiento cerca de Vittel, pero fue liberada en 1942 después de que todas las prisioneras mayores de 60 años fueran liberadas.